# Station Żarki Letnisko
Station Żarki Letnisko is een spoorwegstation in de Poolse plaats Żarki-Letnisko.